# Манике-ду-Интенденте
Манике-ду-Интенденте (порт. Manique do Intendente)  —  район (фрегезия) в Португалии,  входит в округ Лиссабон. Является составной частью муниципалитета  Азамбужа. По старому административному делению входил в провинцию Рибатежу. Входит в экономико-статистический  субрегион Лезирия-ду-Тежу, который входит в Алентежу. Население составляет 1392 человека на 2001 год. Занимает площадь 35,97 км².
Покровителем района считается Апостол Пётр (порт. São Pedro). 